# Hydriomena baueri
Hydriomena baueri là một loài bướm đêm trong họ Geometridae.